# Trifurcula iberica
Trifurcula iberica là một loài bướm đêm thuộc họ Nepticulidae. Nó được tìm thấy ở two specimens from the Spanish Pyrenees và Sierra Nevada.
Sải cánh dài 6-7.2 mm đối với con đực. Adults were được tìm thấy ở vùng núi at medial (900 meters) và high altitude (1,700 meters) in tháng 7.